# Фильмография Эммы Стоун

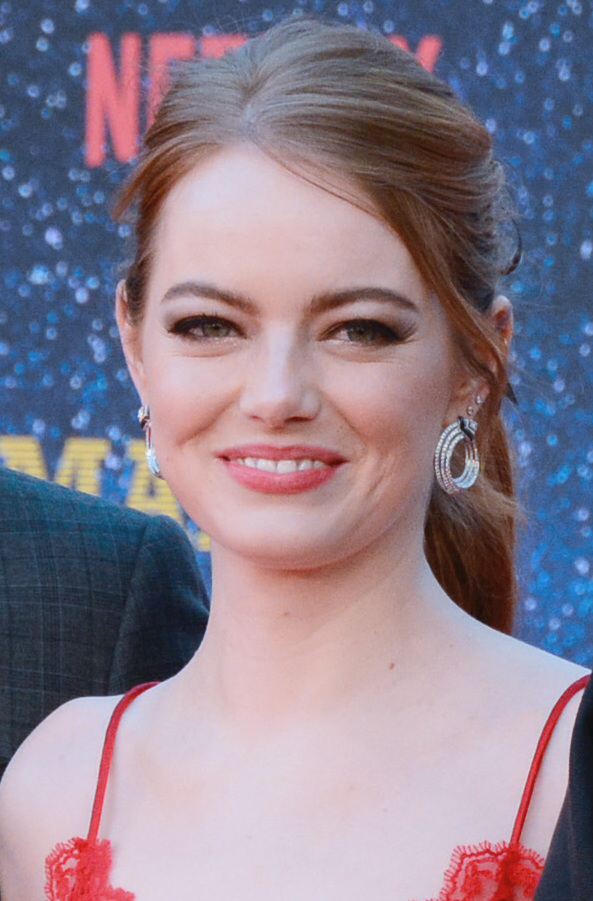
Стоун на британской премьере телесериала «Маньяк» в 2018 году

Э́мма Сто́ун (англ. Emma Stone) — американская актриса, с ранних лет стремившаяся к актёрской карьере. Свою первую роль на сцене актриса сыграла в 11 лет, а затем исполнила роли в шестнадцати спектаклях в региональном театре в Аризоне. Стоун дебютировала на телевидении в пилотном эпизоде невышедшего шоу талантов «Новая семья Партриджей» (2004). После эпизодических ролей в телесериалах «Медиум», «Малкольм в центре внимания» и «Счастливчик Луи», кинодебют Стоун состоялся в комедии «SuperПерцы» (2007).
Стоун снялась во второстепенной роли в фильме «Призраки бывших подружек» (2009) и добилась коммерческого успеха, исполнив одну из главных ролей в комедийном фильме ужасов «Добро пожаловать в Zомбилэнд». Актриса совершила прорыв в 2010 году, сыграв свою первую главную роль в подростковой комедии «Отличница лёгкого поведения». В 2011 году она снялась в двух коммерчески успешных фильмах — романтической комедии «Эта дурацкая любовь» и исторической драме «Прислуга». Ещё бо́льшую известность актрисе принесла роль Гвен Стейси — возлюбленной Питера Паркера в кинокомиксе «Новый Человек-паук» (2012), который стал её самым кассовым фильмом с мировым доходом в 757 миллионов долларов. Позже она повторила свою роль в его сиквеле. Далее успех последовал после роли наркоманки в чёрной комедии Алехандро Гонсалеса Иньярриту «Бёрдмэн» (2014), за которую она была номинирована на премию «Оскар» за лучшую женскую роль второго плана. Также в этом году состоялся её дебют на Бродвее, где Стоун исполнила роль Салли Боулз в возрождённом спектакле «Кабаре».
За роль начинающей актрисы в мюзикле Дэмьена Шазелла «Ла-Ла Ленд» (2016), Стоун была отмечена премией «Оскар» за лучшую женскую роль. Для саундтрека к мюзиклу она записала шесть песен: «Another Day of Sun», «City of Stars», «Someone in the Crowd», «A Lovely Night», «Audition (The Fools Who Dream)» и «City of Stars (Humming)». Стоун выступила в качестве исполнительного продюсера, а также исполнила главную роль в сатирическом мини-сериале Netflix «Маньяк» (2018) и получила новую номинацию на премию «Оскар» за роль Абигейл Мешэм в драме Йоргоса Лантимоса «Фаворитка» (2018). Затем она снялась в сиквеле «Zомбилэнд: Контрольный выстрел» (2019), сыграла главную роль в криминальной комедии «Круэлла» (2021) и основала продюсерскую компанию Fruit Tree, под руководством которой были спродюсированы инди-фильмы, такие как режиссёрские работы Джесси Айзенберга «Когда ты закончишь спасать мир» (2022) и «Настоящая боль» (2024). В 2023 году воссоединилась с Лантимосом в его нашумевшем комедийном фэнтези «Бедные-несчастные», выиграв вторую премию «Оскар» за лучшую женскую роль и в дополнение была номинирована в категории «Лучший фильм», как один из продюсеров фильма.

## Кино
| Films that have not yet been released | Обозначает фильмы, которые ещё не были выпущены |

### В качестве актрисы
| Год  | Русское название                             | Оригинальное название                                 | Роль                   | Примечания                    | Ист.   |
| ---- | -------------------------------------------- | ----------------------------------------------------- | ---------------------- | ----------------------------- | ------ |
| 2007 | SuperПерцы                                   | англ. Superbad                                        | Джулс                  |                               | [ 18 ] |
| 2008 | Голый барабанщик                             | англ. The Rocker                                      | Амелия                 |                               | [ 19 ] |
| 2008 | Мальчикам это нравится                       | англ. The House Bunny                                 | Натали                 |                               | [ 20 ] |
| 2009 | Призраки бывших подружек                     | англ. Ghosts of Girlfriends Past                      | Эллисон Вандермирш     |                               | [ 21 ] |
| 2009 | Бумажный человек                             | англ. Paper Man                                       | Эбби                   |                               | [ 22 ] |
| 2009 | Добро пожаловать в Zомбилэнд                 | англ. Zombieland                                      | Вичита / Криста        |                               | [ 23 ] |
| 2010 | Мармадюк                                     | англ. Marmaduke                                       | Мэйзи (голос)          | Озвучивание                   | [ 24 ] |
| 2010 | Отличница лёгкого поведения                  | англ. Easy A                                          | Олив Пендергаст        |                               | [ 25 ] |
| 2011 | Секс по дружбе                               | англ. Friends with Benefits                           | Кайла                  |                               | [ 26 ] |
| 2011 | Эта дурацкая любовь                          | англ. Crazy, Stupid, Love                             | Ханна Уивер            |                               | [ 27 ] |
| 2011 | Прислуга                                     | англ. The Help                                        | Юджиния «Скитер» Филан |                               | [ 28 ] |
| 2012 | Новый Человек-паук                           | англ. The Amazing Spider-Man                          | Гвен Стейси            |                               | [ 29 ] |
| 2013 | Охотники на гангстеров                       | англ. Gangster Squad                                  | Грейс Фарадей          |                               | [ 30 ] |
| 2013 | Муви 43                                      | англ. Movie 43                                        | Вероника               | Скетч: «Вероника»             | [ 31 ] |
| 2013 | Семейка Крудс                                | англ. The Croods                                      | Гип Крудс (голос)      | Мультфильм                    | [ 32 ] |
| 2014 | Новый Человек-паук: Высокое напряжение       | англ. The Amazing Spider-Man 2                        | Гвен Стейси            |                               | [ 33 ] |
| 2014 | Магия лунного света                          | англ. Magic in the Moonlight                          | Софи Бейкер            |                               | [ 34 ] |
| 2014 | Бёрдмэн                                      | англ. Birdman or (The Unexpected Virtue of Ignorance) | Сэм Томсон             |                               | [ 35 ] |
| 2014 | Интервью                                     | англ. The Interview                                   | В роли самой себя      | Камео                         |        |
| 2015 | Алоха                                        | англ. Aloha                                           | Эллисон Энжи           |                               | [ 36 ] |
| 2015 | Иррациональный человек                       | англ. Irrational Man                                  | Джилл Поллард          |                               | [ 37 ] |
| 2016 | Поп-звезда: Не переставай, не останавливайся | англ. Popstar: Never Stop Never Stopping              | Клавдия Кантрелл       | В титрах не указана           | [ 38 ] |
| 2016 | Ла-Ла Ленд                                   | англ. La La Land                                      | Мия Долан              |                               | [ 39 ] |
| 2017 | Битва полов                                  | англ. Battle of the Sexes                             | Билли Джин Кинг        |                               | [ 40 ] |
| 2018 | Фаворитка                                    | англ. The Favourite                                   | Абигейл Мешэм          |                               | [ 41 ] |
| 2019 | Zомбилэнд: Контрольный выстрел               | англ. Zombieland: Double Tap                          | Вичита / Криста        |                               | [ 42 ] |
| 2020 | Семейка Крудс: Новоселье                     | англ. The Croods: A New Age                           | Гип Крудс (голос)      | Мультфильм                    | [ 43 ] |
| 2021 | Круэлла                                      | англ. Cruella                                         | Круэлла Де Виль        | Также исполнительный продюсер | [ 44 ] |
| 2022 | Блеяние                                      | англ. Bleat                                           | Женщина                | Короткометражный фильм        | [ 45 ] |
| 2023 | Бедные-несчастные                            | англ. Poor Things                                     | Белла Бакстер          | Также продюсер                | [ 46 ] |
| 2024 | Виды доброты                                 | англ. Kinds of Kindness                               | Рита / Лиз / Эмили     |                               | [ 47 ] |
| 2025 | Эддингтон                                    | англ. Eddington                                       | Луиза Кросс            |                               | [ 48 ] |
| 2025 | Бугония                                      | англ. Bugonia                                         | Мишель                 | Также продюсер                | [ 49 ] |

### В качестве продюсера
| Год  | Русское название               | Оригинальное название                  | Примечания | Ист.   |
| ---- | ------------------------------ | -------------------------------------- | ---------- | ------ |
| 2022 | Когда ты закончишь спасать мир | англ. When You Finish Saving the World | Продюсер   | [ 50 ] |
| 2023 | Проблемный                     | англ. Problemista                      | Продюсер   | [ 51 ] |
| 2024 | Я видел свечение телевизора    | англ. I Saw the TV Glow                | Продюсер   | [ 52 ] |
| 2024 | Настоящая боль                 | англ. A Real Pain                      | Продюсер   | [ 53 ] |

## Сериалы
| Год(ы)    | Русское название                   | Оригинальное название                 | Роль                     | Примечания                                                            | Ист.          |
| --------- | ---------------------------------- | ------------------------------------- | ------------------------ | --------------------------------------------------------------------- | ------------- |
| 2004      | Новая Семья Партриджей             | англ. The New Partridge Family        | Лори Партридж            | Пилотный эпизод                                                       | [ 54 ]        |
| 2005      | Медиум                             | англ. Medium                          | Синтия Маккалистер       | Эпизод: «Сладкие мечты»                                               | [ 55 ]        |
| 2006      | Всё тип-топ, или Жизнь Зака и Коди | англ. The Suite Life of Zack & Cody   | Ивана Типтон             | Озвучивание; эпизод: «Сокрушённый»                                    | [ 56 ]        |
| 2006      | Малкольм в центре внимания         | англ. Malcolm in the Middle           | Диана                    | Эпизод: «Лоис наносит ответный удар»                                  | [ 57 ]        |
| 2006      | Счастливчик Луи                    | англ. Lucky Louie                     | Шеннон                   | Эпизод: «Убирайся»                                                    | [ 55 ]        |
| 2007      | Гонка                              | англ. Drive                           | Вайолет Тримбл           | 7 эпизодов                                                            | [ 3 ]         |
| 2010–2023 | Saturday Night Live                | англ. Saturday Night Live             | Ведущая / различные роли | 8 эпизодов (ведущая в 5 эпизодах)                                     | [ 1 ] [ 58 ]  |
| 2011      | Робоцып                            | англ. Robot Chicken                   | Различные голоса         | Мультсериал; 2 эпизода                                                | [ 59 ]        |
| 2012      | Студия 30                          | англ. 30 Rock                         | Камео                    | Эпизод: «Баллада о Кеннете Парселле»                                  | [ 60 ]        |
| 2012      | АйКарли                            | англ. iCarly                          | Хизер                    | Эпизод: «iНашла друзей Спенсера»                                      | [ 61 ]        |
| 2016      | Майя и Марти                       | англ. Maya & Marty                    | Камео                    | Эпизод: «Шон Хейс, Стив Мартин, Келли Рипа и Эмма Стоун»              | [ 62 ]        |
| 2018      | Маньяк                             | англ. Maniac                          | Энни Ландсберг           | 10 эпизодов; также исполнительный продюсер                            | [ 63 ]        |
| 2019      | Чтобы вы поняли… ум                | англ. The Mind, Explained             | Рассказчик               | Документальный; 1 сезон (5 эпизодов)                                  | [ 64 ]        |
| 2021      | Взрывная суббота                   | англ. Saturday Morning All Star Hits! | Хизер (голос)            | 5 эпизодов                                                            | [ 65 ]        |
| 2023–2024 | Проклятие                          | англ. The Curse                       | Уитни Сигел              | 10 эпизодов; также исполнительный продюсер                            | [ 66 ]        |
| 2024      | Фантазмы                           | англ. Fantasmas                       | Женевьева                | Эпизод: «Пустота»; приглашённая звезда; также исполнительный продюсер | [ 67 ]        |
| 2025      | Убийства в йогурт-кафе             | англ. The Yogurt Shop Murders         | —                        | Документальный; исполнительный продюсер                               | [ 68 ] [ 69 ] |

## Театр
| Год(ы)    | Русское название | Оригинальное название | Роль                 | Место проведения   | Ист.   |
| --------- | ---------------- | --------------------- | -------------------- | ------------------ | ------ |
| 2014–2015 | Кабаре           | англ. Cabaret         | Салли Боулз (замена) | Студия 54, Бродвей | [ 70 ] |

## Дискография
| Год  | Название                         | Саундтрек                                    | Ист.   |
| ---- | -------------------------------- | -------------------------------------------- | ------ |
| 2008 | «I Know What Boys Like»          | Мальчикам это нравится                       | [ 71 ] |
| 2010 | «Knock On Wood»                  | Отличница лёгкого поведения                  | [ 72 ] |
| 2016 | «Turn Up the Beef»               | Поп-звезда: Не переставай, не останавливайся | [ 73 ] |
| 2016 | «The Christmas Candle»           | —                                            | [ 74 ] |
| 2016 | «Another Day of Sun»             | Ла-Ла Ленд                                   | [ 75 ] |
| 2016 | «Someone in the Crowd»           | Ла-Ла Ленд                                   | [ 75 ] |
| 2016 | «A Lovely Night»                 | Ла-Ла Ленд                                   | [ 75 ] |
| 2016 | «City of Stars»                  | Ла-Ла Ленд                                   | [ 75 ] |
| 2016 | «Audition (The Fools Who Dream)» | Ла-Ла Ленд                                   | [ 75 ] |
| 2016 | «City of Stars (Humming)»        | Ла-Ла Ленд                                   | [ 75 ] |
| 2023 | «Fully Naked in New York»        | —                                            | [ 76 ] |

## Музыкальные видео
| Год  | Название      | Исполнитель       | Ист.   |
| ---- | ------------- | ----------------- | ------ |
| 2015 | «Anna»        | Уилл Батлер       | [ 77 ] |
| 2018 | «Who Cares»   | Пол Маккартни     | [ 78 ] |
| 2025 | «Beth’s Farm» | Джерскин Фендрикс | [ 79 ] |

## Компьютерные игры
| Год  | Русское название | Оригинальное название | Роль озвучки    | Примечания            | Ист.   |
| ---- | ---------------- | --------------------- | --------------- | --------------------- | ------ |
| 2012 | Sleeping Dogs    | англ. Sleeping Dogs   | Аманда Картрайт | Также захват движений | [ 80 ] |

### Комментарии
1. ↑  «Муви 43» — это комедийный фильм, состоящий из четырнадцати скетчей, связанных между собой сюжетной линией. Каждый скетч снимал отдельный режиссёр. Режиссёром скетча «Вероника» выступил Гриффин Данн.
2. 1 2  В титрах указана как Эмили Стоун.
3. 1 2  В титрах указана как Райли Стоун.
4. ↑  The Lonely Island при участии Эммы Стоун.
5. 1 2  Каст «Saturday Night Live» при участии Эммы Стоун.